# Jan Hanuš Svoboda
Jan Hanuš Svoboda (1. září 1904 Příbram – 1978 Spojené státy americké) byl český architekt.

## Život
Maturoval na Vyšší průmyslové škole v Bratislavě. V letech 1923-1926 studoval architekturu u Josefa Gočára na Akademii výtvarných umění v Praze. V roce 1929 založil se svým spolužákem Františkem Stalmachem projekční kancelář "Stalmach-Svoboda".
Byl členem Sdružení architektů a Asociace akademických architektů. Publikoval v dobových odborných časopisech Stavitel, Architekt SIA a Architektura.
Po komunistickém uchopení moci v Československu emigrovali oba společníci do Spolkové republiky Německo. Jan Hanuš Svoboda pak odešel do Spojených států amerických. Pracoval v kanceláři Designer R. J. Reiley & Associates v New Yorku a později v Úřadu pro školské stavby Ministerstva školství státu New York.

## Dílo

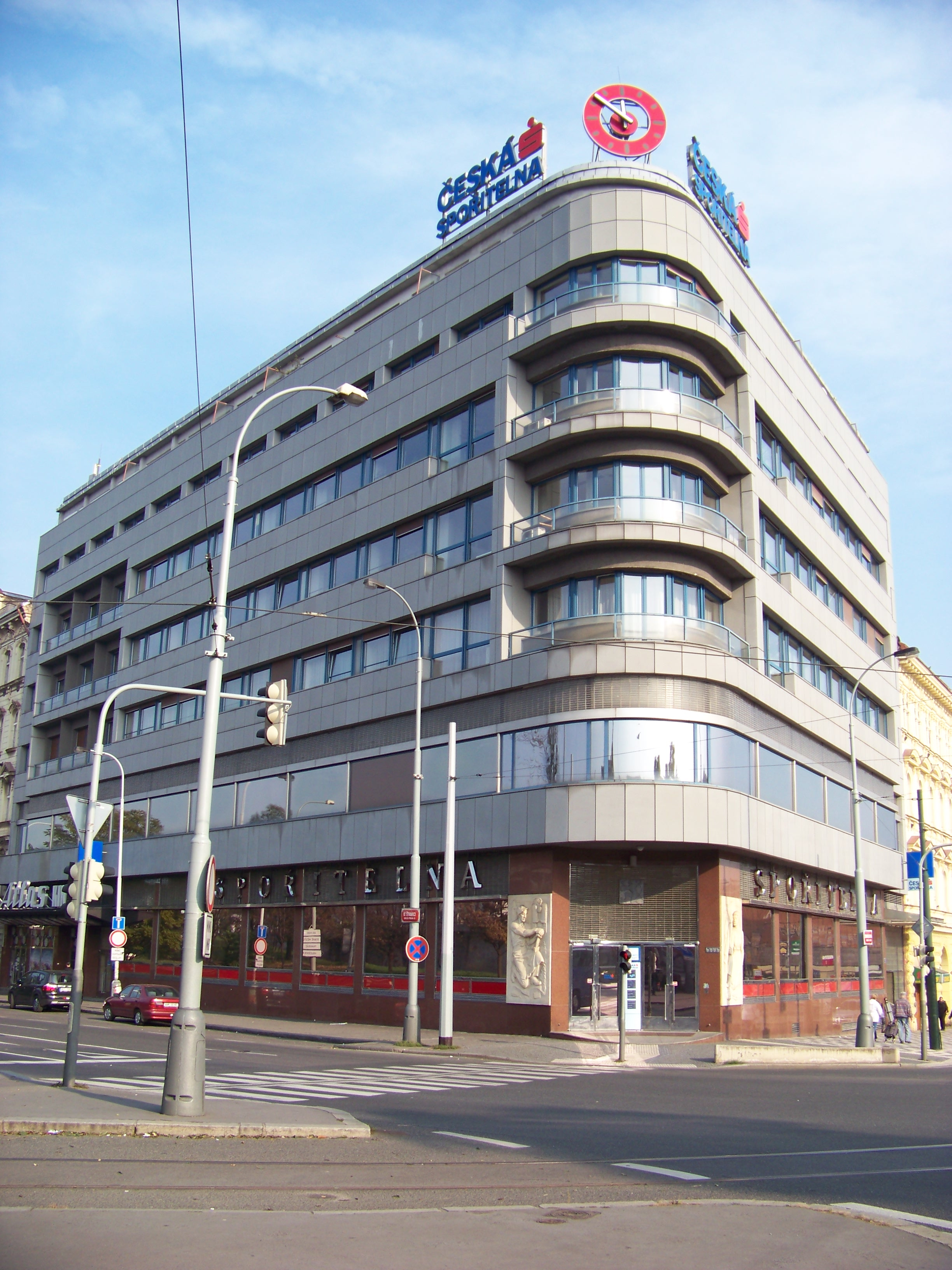
Palác Atlas, 1939-1942

### Stavby ateliéru Stalmach a Svoboda v Praze
- 1927-1928 Nájemní dům, Praha 5 - Smíchov, čp. 1789, Na Václavce 22[3]
- 1931 Nájemní dům, Praha 10 - Strašnice, čp. 1031, V Olšinách 36[3]
- 1932 Rodinný dům, Praha 5 - Hlubočepy, čp. 191, Pod Žvahovem 22[3]
- 1932-1933 Nájemní dům, Praha 3 - Vinohrady, čp. 2293, Kouřimská 30[3]
- 1939-1942 Palác Atlas, Praha 8[4]

### Stavby ateliéru Stalmach a Svoboda mimo Prahu

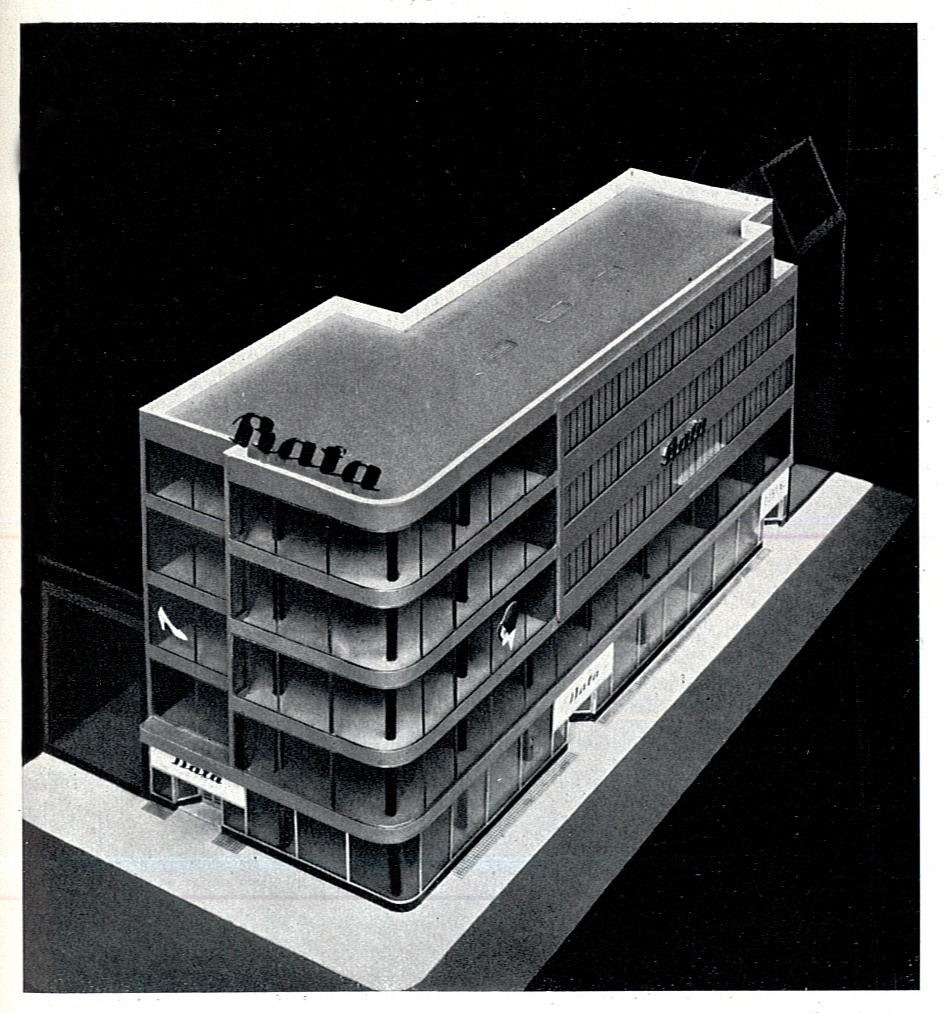
Fotografie modelu obchodního domu Baťa v Moravské Ostravě od architektů Františka Stalmacha a Jana Svobody, 1930.

- 1930–1931 Obchodní dům Baťa , Masarykovo náměstí č.p. 24/13, Moravská Ostrava[5]. Stavba je kulturní památkou číslo 12173/8-3237 (Pk•MIS•Sez•Obr•WD)
- 1932–1933 / 1938 Okresní záložna hospodářská, Kostelec nad Černými lesy
- 1932–1933 Spořitelna, Příbram
- 1932–1934 Nemocenská pojišťovna soukromých úředníků, Moravská Ostrava
- 1933–1934 Záložna, Březnice
- 1934–1936 Okresní hospodářská záložna, Havlíčkův Brod
- 1935–1936 Klášter redemptoristů, Klatovská třída 45, Plzeň, Jižní Předměstí[6]
- 1936 Okresní hospodářská záložna, Ledeč nad Sázavou
- 1937–1938 Státní spořitelna a Městský úřad, Soběslav
- 1938 Základní škola, Soběslav
- 1938 Spořitelna, Kolín
- 1938–1939 Spořitelna, Kralovice
- 1938–1939 Hospodářská záložna, Říčany
- 1938–1940 Okresní záložna, Benátky nad Jizerou
- 1940 Okresní a hospodářská záložna, Nymburk
- 1942–1943 Hotel Cristal, Železný Brod[2]